# Nœud de raccordement optique
En France, le nœud de raccordement optique (NRO) est, dans un réseau de desserte par fibre optique (FTTH), le lieu où convergent les lignes des abonnés d'un même quartier ou d'une même ville. On peut le comparer au NRA (nœud de raccordement d'abonnés) de la boucle locale cuivre.
Les principaux éléments d'un NRO sont :
- un onduleur
- des batteries de secours
- une climatisation
- des câbles à fibre optique
- un répartiteur optique d'abonné
- des commutateurs réseau optiques (OLT, dits switchs optiques)
- des jarretières optiques

## Concept
Le concept est similaire à celui du NRA avec quelques différences.
En France, la terminologie des nœuds de raccordement optique est définie par l'Arcep.
Le 18 novembre 2011, l'ARCEP a publié une synthèse des réponses à sa consultation publique relative aux coûts de déploiement des réseaux FTTH dans laquelle il est question des nœuds de raccordement d'abonnés (NRA et NRO), des points de branchement optique (PBO) et des prises terminales optiques (PTO) présentes chez les abonnés.

## Déploiements

### NRO Orange
Les équipements fibres optiques d'Orange sont présents dans plusieurs centaines de villes.
Le site de Levallois-Perret gère 67 000 lignes téléphoniques et le NRO occupe 100 m2. Il gère également du FTTH.
L’Optical Line Terminal (OLT) tient lieu de DSLAM.
Il connecte les clients d'Orange au réseau de l'opérateur via un ou plusieurs liens optiques à 10 Gbit/s.
Un NRO pour 24 000 clients n’occupe que 20 m2.
En utilisant la technologie (FTTH-GPON), Orange optimise l'encombrement des fourreaux dans les rues.
Orange respecte les recommandations définies par l’ARCEP, et place un point de mutualisation dans la partie commune des immeubles en zones très denses ou dans un boitier dans la rue pour les zones moins denses et les zones moyennement denses (pavillons et petits immeubles).

### SFR
SFR installe également des nœuds de raccordement optique. 
SFR s'est engagé à co-déployer avec Orange la fibre dans près de 10 millions de foyers en dehors des zones très denses.

## Connexion avec les PBO
Le point de branchement optique (PBO) est un équipement intermédiaire entre le NRO et les ONT qui terminent la fibre chez l'abonné. Il se trouve à proximité des lieux habités : dans la colonne montante des bâtiments, en aérien sur un poteau, dans une « chambre » enterrée ou une armoire sur un trottoir, ou en façade.
Le PBOI (point de branchement optique intérieur) est optionnel ; c'est le boîtier d’étage ou le boîtier de palier qui, dans les immeubles, relie le logement au réseau vertical du bâtiment, dans les bâtiments découpés en appartements.